# Thomas Day
Thomas Day (22 juni 1748 – 28 september 1789) was een Brits schrijver en abolitionist.
Hij is onder andere bekend door zijn kinderboek The History of Sandford and Merton (1783–1789) waarin hij de Rousseausiaanse onderwijsidealen benadrukte.
Hij maakte deel uit van de kring rondom de Lunar Society.